# 棋盘河
棋盘河，位于中华人民共和国新疆维吾尔自治区西部喀什地区的一条河流，是叶尔羌河右岸支流，发源于叶城县西部昆仑山脉西段克拉达坂山东北坡的库拉木阿特达坂（阔热木阿尔特达坂）附近，自西南向东北，流经叶城县棋盘乡萨木其村、阿孜干萨勒村、塔尔阿格孜村、欧壤村、棋盘乡政府驻地等地，于棋盘乡伊勒尼什村转西北流，于喀拉硝尔村西北进入莎车县，于莎车县喀群乡坎其木都村西南汇入叶尔羌河。河流全长94.2千米，流域面积2104平方千米，年均径流量约0.21亿立方米。棋盘河流域森林植被较好，物产丰富，盛产贡梨，上游多玉石资源。